# Больн-ан-Бри
Больн-ан-Бри́ (фр. Baulne-en-Brie) — коммуна во Франции, находится в регионе Пикардия. Департамент коммуны — Эна. Входит в состав кантона Эссом-сюр-Марн. Округ коммуны — Шато-Тьерри.
Код INSEE коммуны — 02053.

## Население
Население коммуны на 2010 год составляло 288 человек.
| 1962 | 1968 | 1975 | 1982 | 1990 | 1999 | 2010 |
| ---- | ---- | ---- | ---- | ---- | ---- | ---- |
| 256  | 220  | 194  | 243  | 219  | 238  | 288  |

## Экономика
В 2010 году среди 177 человек трудоспособного возраста (15—64 лет) 140 были экономически активными, 37 — неактивными (показатель активности - 79,1 %, в 1999 году было 76,1 %). Из 140 активных жителей работали 126 человек (73 мужчины и 53 женщины), безработных было 14 (7 мужчин и 7 женщин). Среди 37 неактивных 8 человек были учениками или студентами, 22 — пенсионерами, 7 были неактивными по другим причинам.